# Plan complexe
En mathématiques, le plan complexe (aussi appelé plan d'Argand, plan d'Argand-Cauchy ou plan d'Argand-Gauss) désigne un plan, muni d'un repère orthonormé, dont chaque point est la représentation graphique d'un nombre complexe unique. Le nombre complexe associé à un point est appelé l'affixe de ce point. Une affixe est constituée d'une partie réelle et d'une partie imaginaire correspondant respectivement à l'abscisse et l'ordonnée du point.

## Définition

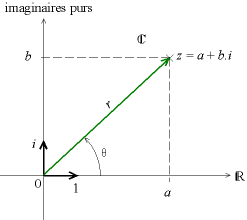
Représentation graphique de z dans le plan complexe, coordonnées cartésiennes et polaire.

On associe en général le plan complexe à un repère {\displaystyle (O,{\vec {u}},{\vec {v}})} orthonormé direct. Dans un tel repère, tout point M est l'image d'un unique nombre complexe z qui est appelé affixe de cet unique point (le genre du nom affixe est discuté : le dictionnaire de l'Académie française le renseigne comme masculin, les dictionnaires commerciaux l'annoncent comme féminin) : on note M(z).
Pour tout nombre complexe z tel que z=a+ ib où a et b sont des réels, on a la relation {\displaystyle {\overrightarrow {OM}}=a{\vec {u}}+b{\vec {v}}}. On peut ainsi dire que la partie réelle de z est l'abscisse de M et que la partie imaginaire de z en est son ordonnée.
D'après cette égalité, tous les points de l'axe {\displaystyle (O,{\vec {u}})} sont tels que la partie imaginaire de leur affixe est nulle : leur affixe est donc un nombre réel. En conséquence, on appelle l'axe {\displaystyle (O,{\vec {u}})} axe des réels.
De la même façon, tous les points de l'axe {\displaystyle (O,{\vec {v}})} sont tels que la partie réelle de leur affixe est nulle : leur affixe est donc un nombre imaginaire pur. En conséquence, on appelle l'axe {\displaystyle (O,{\vec {v}})} axe des imaginaires purs.
(a ; b) sont les coordonnées cartésiennes du point M, unique représentant du nombre z=a+ ib dans le plan complexe. On peut aussi écrire z avec les coordonnées polaires (r ; θ) du point M, ce qui correspond à l'écriture exponentielle z=r ei θ. Dans ce cas, r est le module du nombre z et θ est un de ses arguments (modulo 2π).

## Transformations du plan
La somme de deux vecteurs correspond à la somme de leurs affixes. Ainsi, la translation d'un vecteur donné correspond à l'addition de son affixe.
Une rotation d'un angle θ autour de l'origine correspond à la multiplication de l'affixe par le nombre eiθ, qui est un nombre complexe de module 1.
Une homothétie de rapport k (réel) et de centre l'origine du plan correspond à la multiplication de l'affixe par k.